# Hakone
Pour les articles homonymes, voir Hakone (homonymie).
Hakone (箱根町, Hakone-machi) est un bourg du Japon, situé dans la préfecture de Kanagawa, dans le district d'Ashigarashimo.
En 2005, la population est estimée à 14 544 habitants pour une densité de 160,22 hab./km2. La superficie totale de la ville est de 92,82 km2.

## Histoire
La ville prit de l'importance au XVIIe siècle avec l'avènement de la route du Tōkaidō qui reliait Kyoto à Edo, dont elle fut une étape importante (la 10e des Cinquante-trois Stations du Tōkaidō). Déjà à cette époque, les onsen (sources chaudes) faisaient la renommée de la ville en offrant un peu de repos aux voyageurs. Par son relief et ses profondes vallées, cette étape est réputée comme l'une des plus difficiles. Afin de mieux contrôler ce passage stratégique sur la route d'Edo, le gouvernement y plaça un poste-frontière.

## Géographie
La municipalité se situe dans une partie montagneuse à l'ouest de la préfecture de Kanagawa, dans le centre du pays, sur l'axe du Tōkaidō reliant Tōkyō et Ōsaka.
Elle est attenante aux municipalités suivantes :
- préfecture de Kanagawa : Odawara et Yugawara ;
- préfecture de Shizuoka : Gotenba, Susono, Mishima, Oyama et Kannami.

Les limites de la municipalité sont celles du Hakone, volcan formé il y a environ 3 000 ans, en même temps que le lac Ashi et les lits des cours d'eau Haya-kawa et Sukumo-gawa, qui forment à eux trois les pourtours de la caldeira, avec en son centre les monts Kami et Komagatake.
Au sein de la municipalité de Hakone, on trouve plusieurs lieux-dits qui n'ont pas de dénomination officielle (villages, quartiers…) mais qui regroupent plusieurs habitations ou commodités. On peut notamment citer :
- Tōgendai : port au nord du lac Ashi, accessible par la route, le funitel de Hakone et les croisières Hakone-Kankosen ;
- Kojiri : port au nord du lac Ashi, accessible par la route et les croisières Ashinoko-Yuransen ;
- Moto-Hakone : port au sud du lac Ashi, accessible par la route (bus Hakone Tozan), les croisières Ashinoko-Yuransen et Hakone-Kankosen. On y trouve le musée des Beaux-Arts Narukawa, et il offre une très belle vue sur le sanctuaire Hakone-jinja ;
- Hakone-machi : port au sud du lac Ashi, accessible par la route (bus Hakone Tozan) et les croisières Hakone-Kankosen. On y trouve le poste-frontière Hakone-sekisho de l'ancienne route du Tōkaidō.

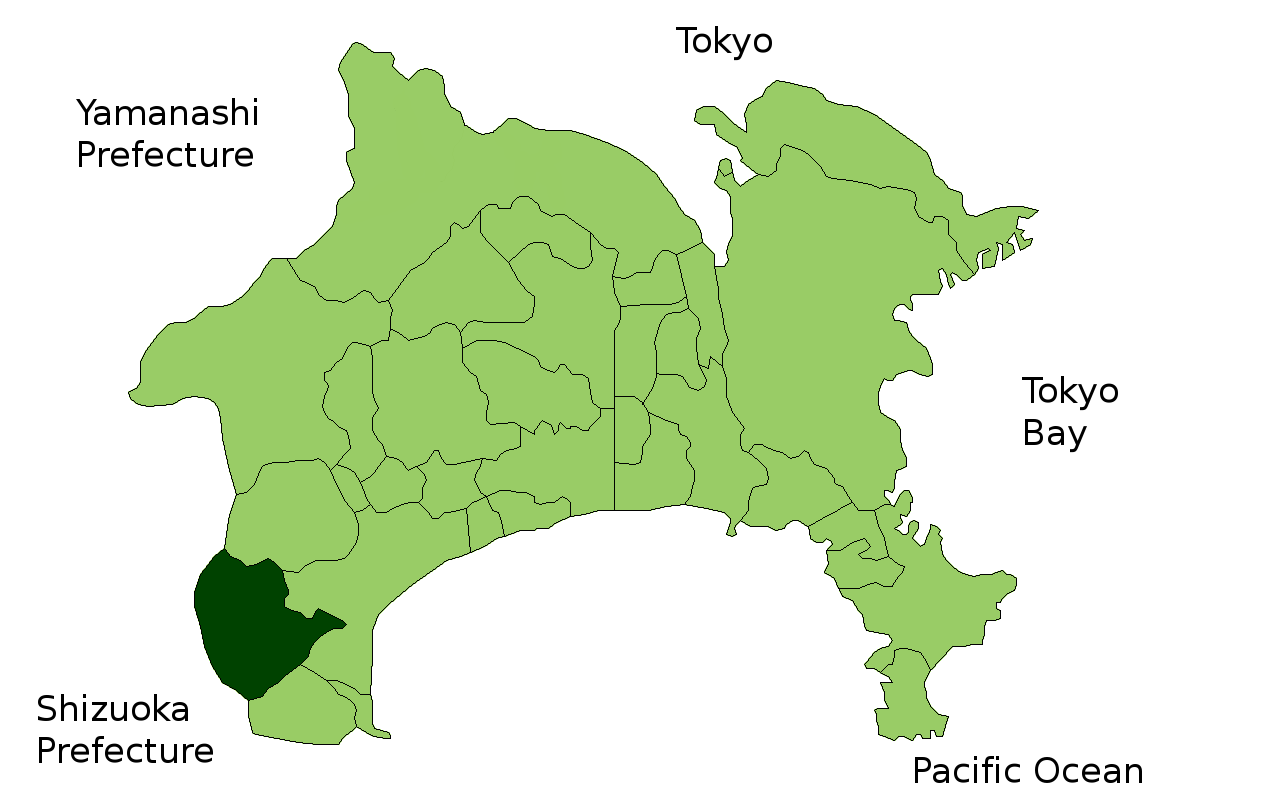
Position de Hakone au sein de la préfecture de Kanagawa.
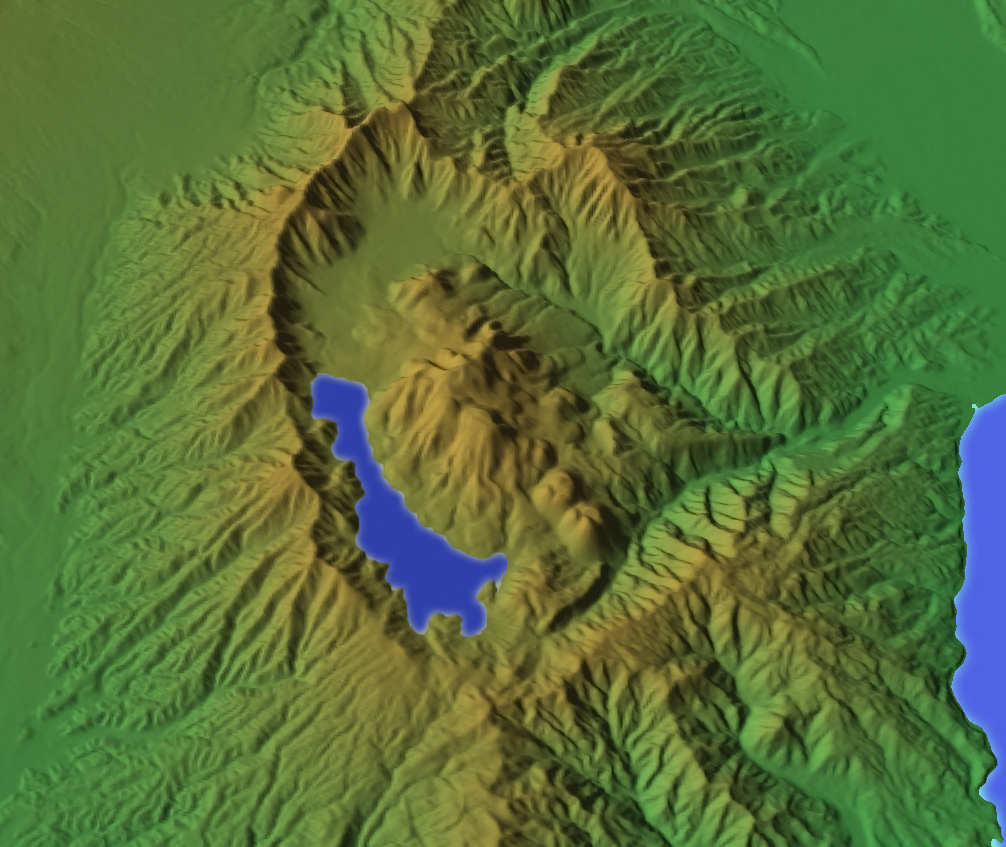
Caldeira de Hakone.
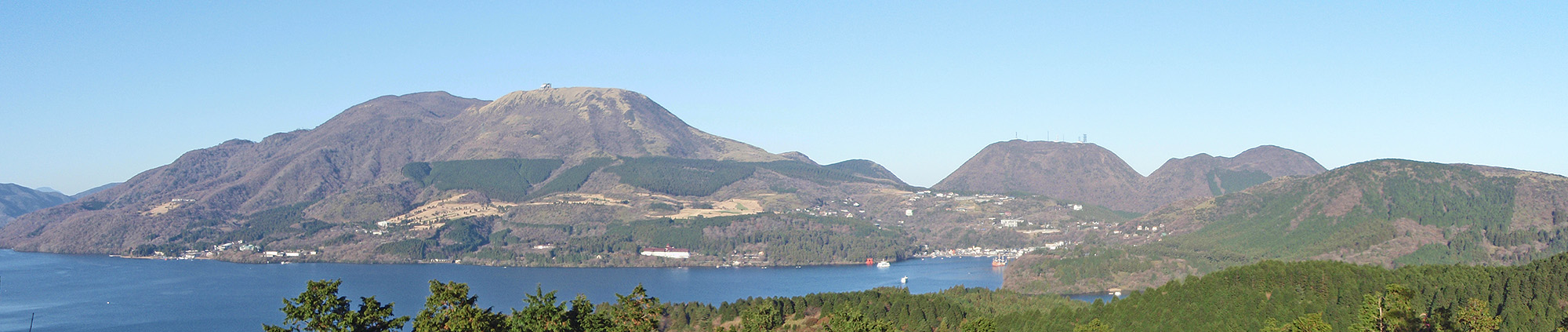
Mont Komagatake et le lac Ashi.
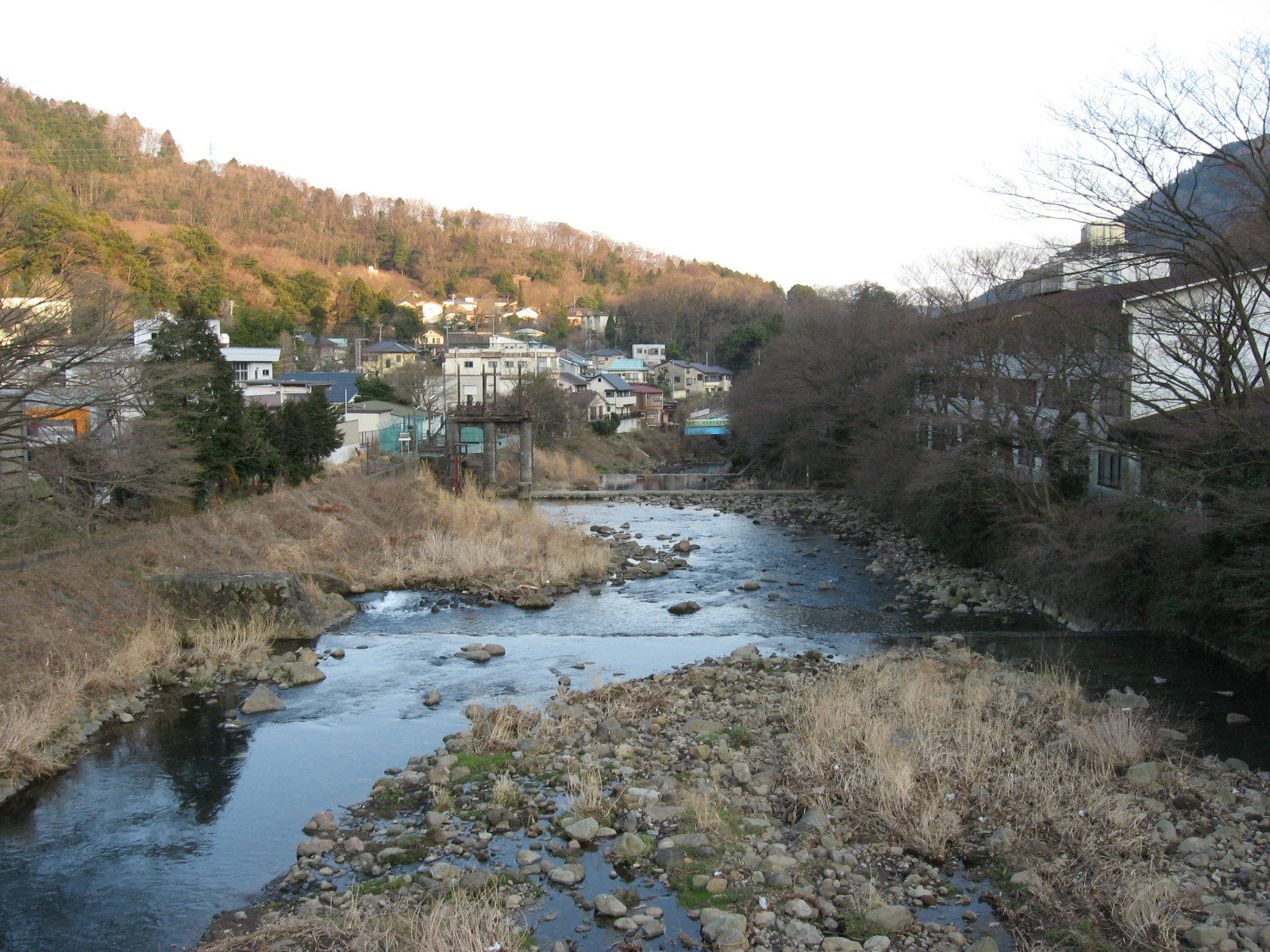
Rivière Haya-kawa.

## Transports
L'axe principal de la ville est celui qui la relie à Odawara, par la route ou le train via la ligne Hakone Tozan (également empruntée par des trains venant de Shinjuku).
- Réseau ferroviaire
  - La ligne Hakone Tozan (Hakone Tozan Railway) relie la gare d'Odawara à la gare de Gōra, en desservant les principaux lieux touristiques le long de la rivière Haya-kawa.
  - Le funiculaire Hakone Tozan (Hakone Tozan Railway) effectue la jonction entre la ligne Hakone Tozan et le funitel de Hakone, tout en desservant les attractions touristiques alentour.

- Téléphériques
  - Le funitel de Hakone (réseau Hakone Tozan) relie le funiculaire Hakone Tozan à Tōgendai, sur les rives du lac Ashi. Sa principale desserte étant la vallée d'Ōwakudani.
  - Le téléphérique Hakone Komagatake (réseau Izuhakone) monte au sommet du mont Komagatake.

- Bateaux
  - Les croisières Hakone-Kankosen, desservant Hakonemachi, Moto-Hakone et Tōgendai (réseau Hakone Tozan)
  - Les croisières Ashinoko-Yuransen, desservant le check-point Hakone-Sekisho-ato, Moto-Hakone, le parc Hakone-en et Kojiri (réseau Izuhakone)

- Réseau routier
  - Route Hakone Shindō
  - Route nationale 1
  - Route nationale 138

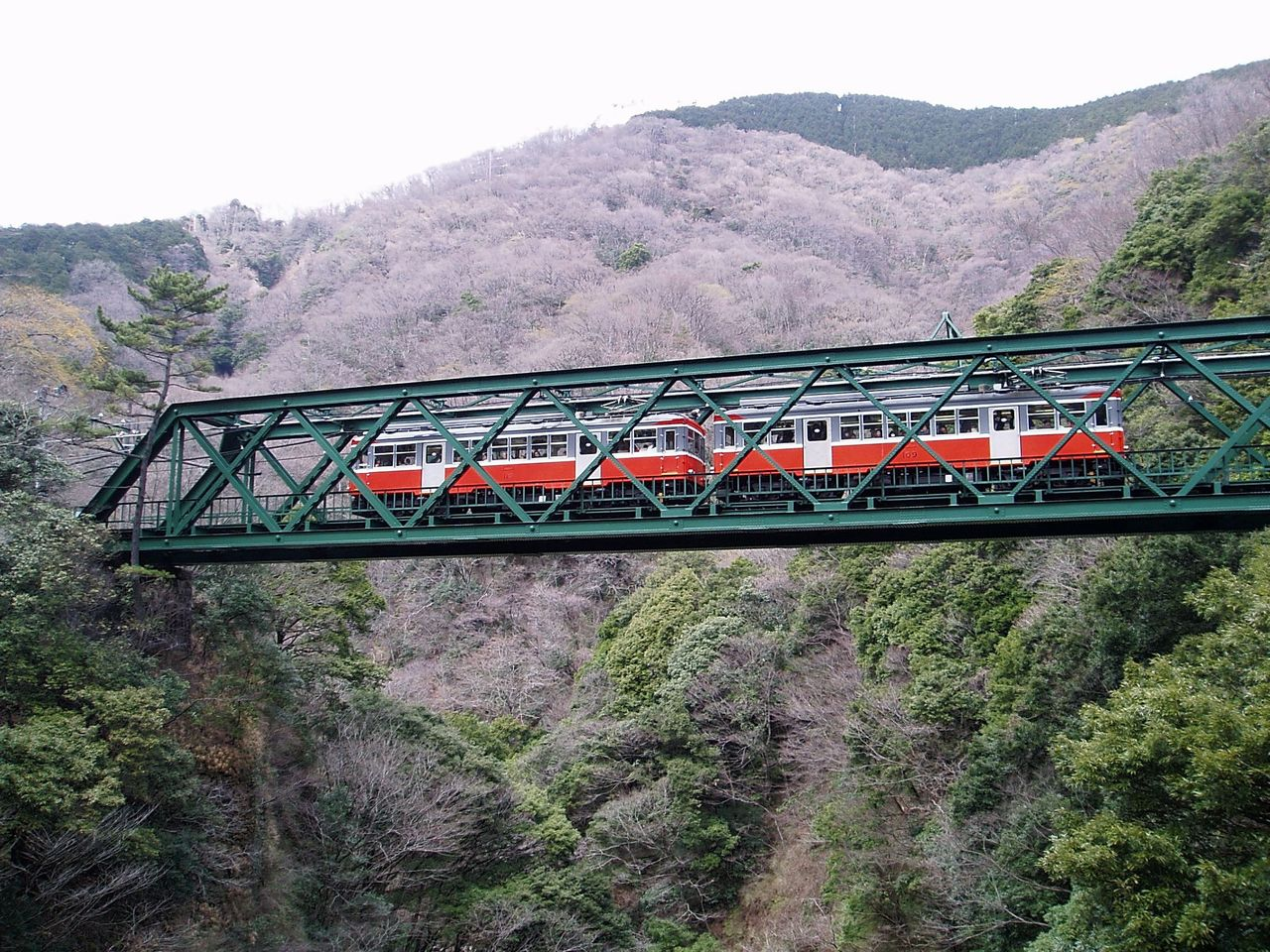
Ligne Hakone Tozan.
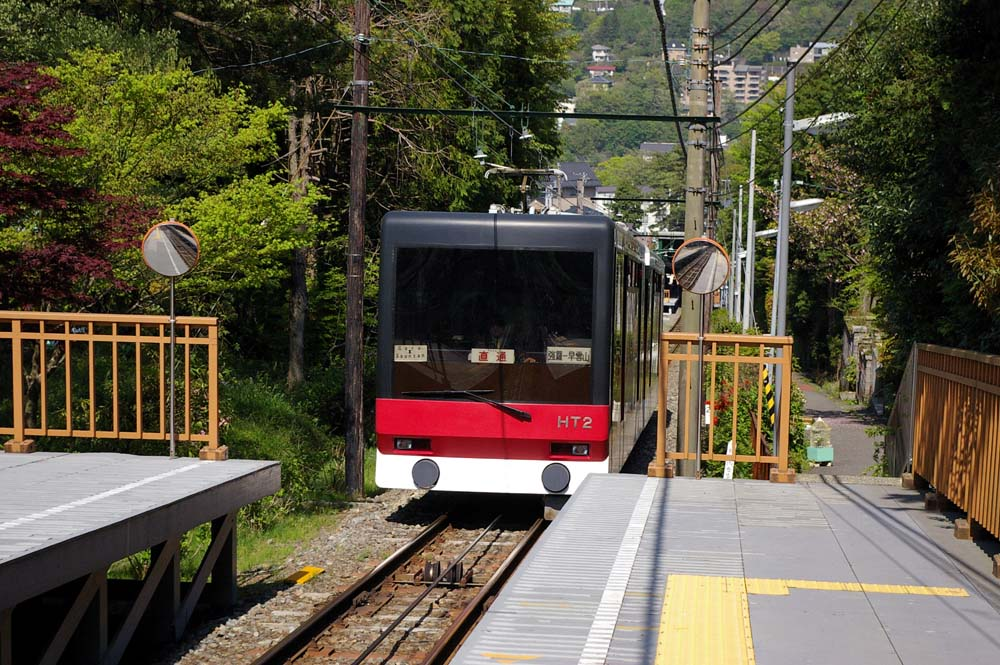
Funiculaire Hakone Tozan.
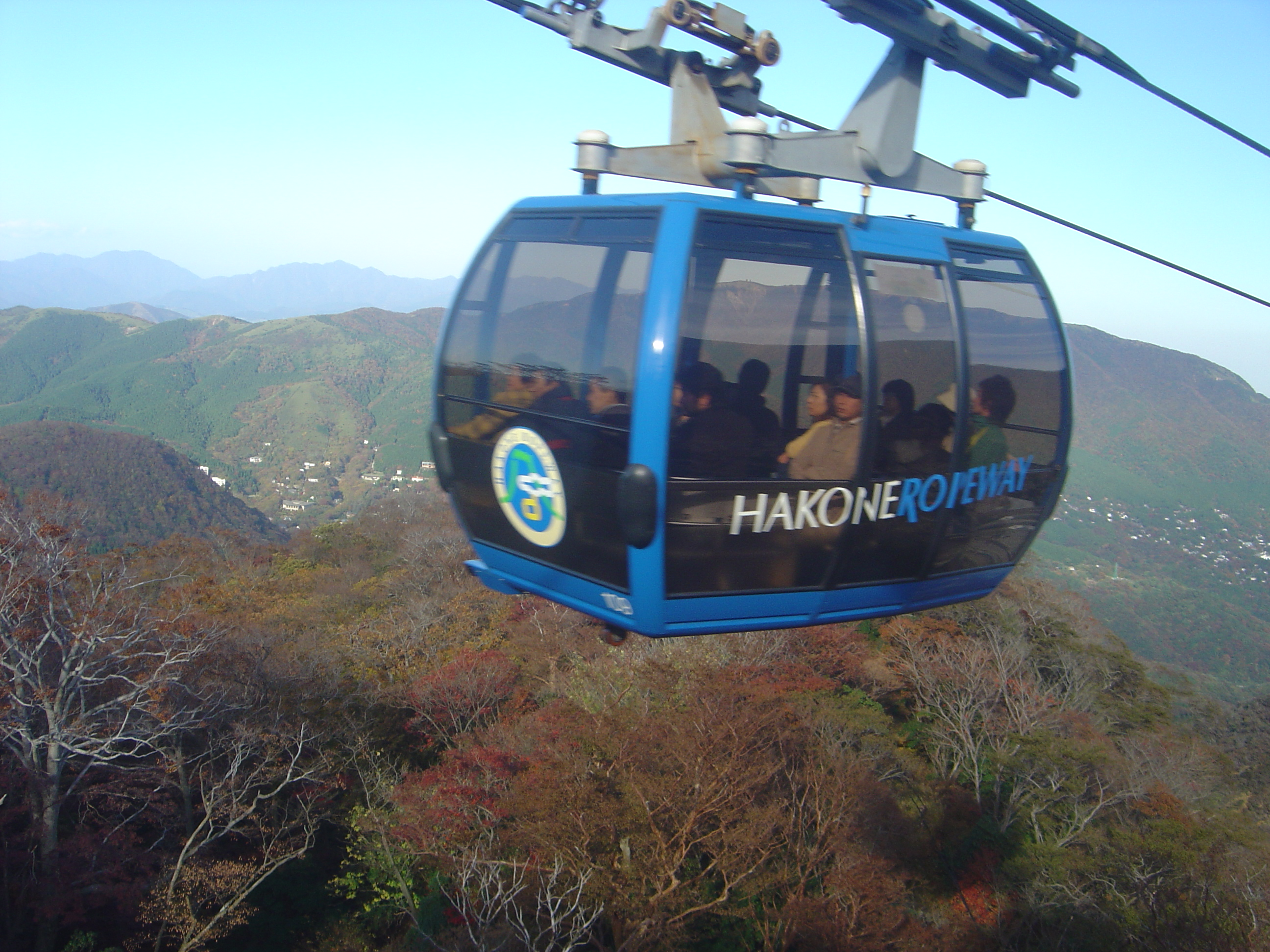
Funitel de Hakone.
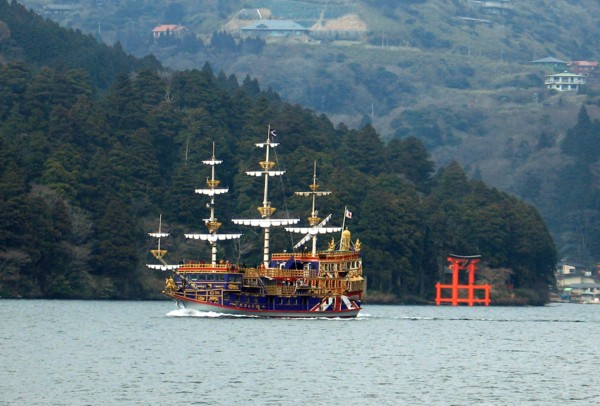
Bateau de croisière et Hakone-jinja sur le lac Ashi.
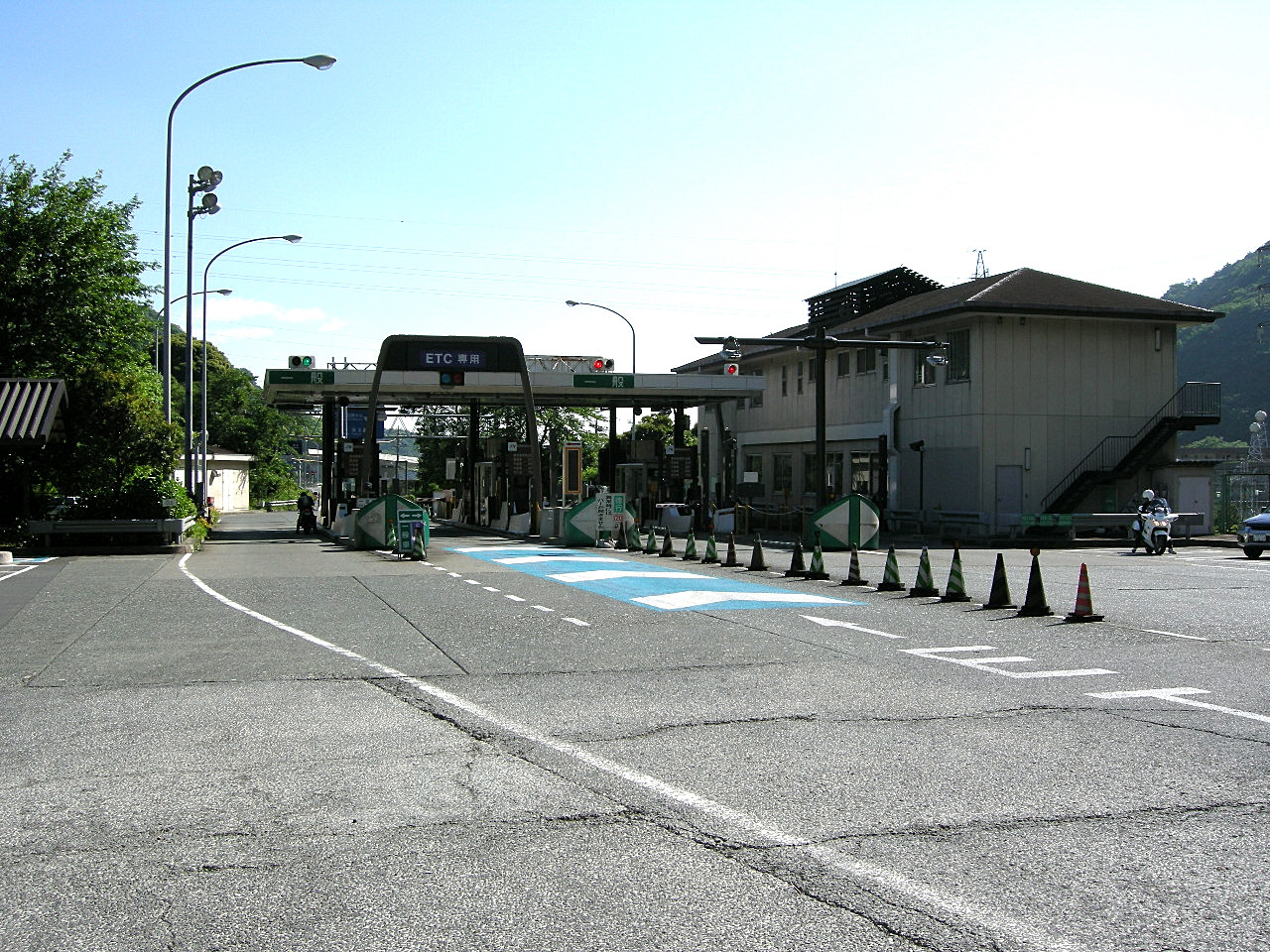
Péage de Hakone.

Il existe depuis 60 ans un itinéraire touristique appelé Golden Route de Hakone qui forme une boucle dans la région en bus, train, téléphérique et bateau. Au départ de la gare de Hakone-Yumoto, les touristes montent à bord du train de la ligne Hakone Tozan, puis dans le funiculaire jusqu'à la gare de Sōunzan (en), avant de changer pour le funitel de Hakone jusqu’à Tōgendai. On embarque ensuite en bateau jusqu'au port de Hakone-machi, avant de revenir en bus à la gare de Hakone Yumoto.

## Tourisme
Hakone possède une activité touristique substantielle et beaucoup de personnes viennent à Hakone pour se reposer, pour les cures, ou pour visiter les parcs et les montagnes.

### Attractions touristiques
Le parc national de Fuji-Hakone-Izu, volcaniquement actif, centré autour du lac Ashi, est une attraction touristique bien connue du public pour ses onsen et ses vues du mont Fuji. Les vues incluent la « grande vallée bouillante » (大涌谷, Ōwakudani) et le sanctuaire Hakone, niché sur la rive du lac.

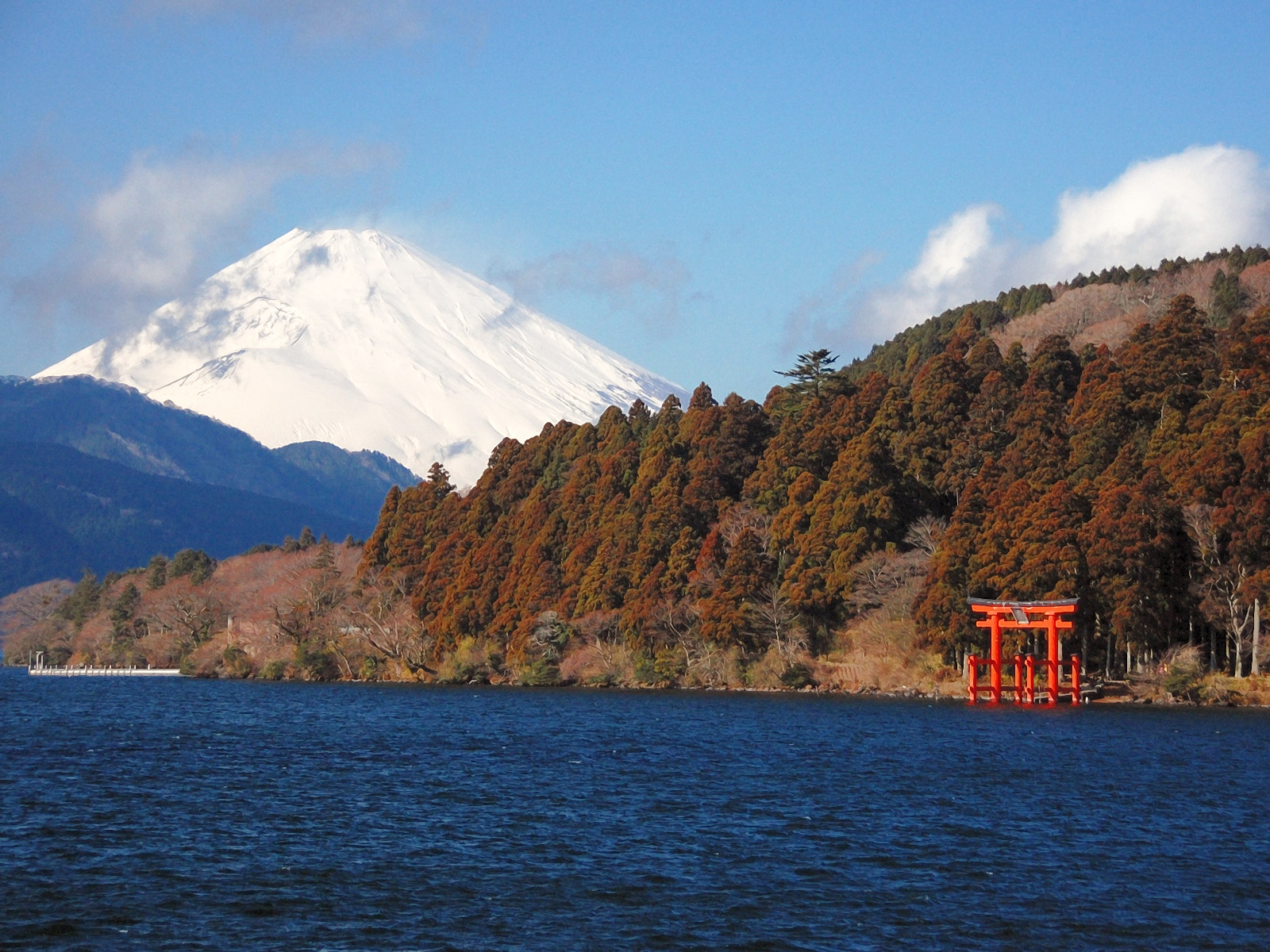
Vue sur le mont Fuji depuis le sanctuaire Hakone.
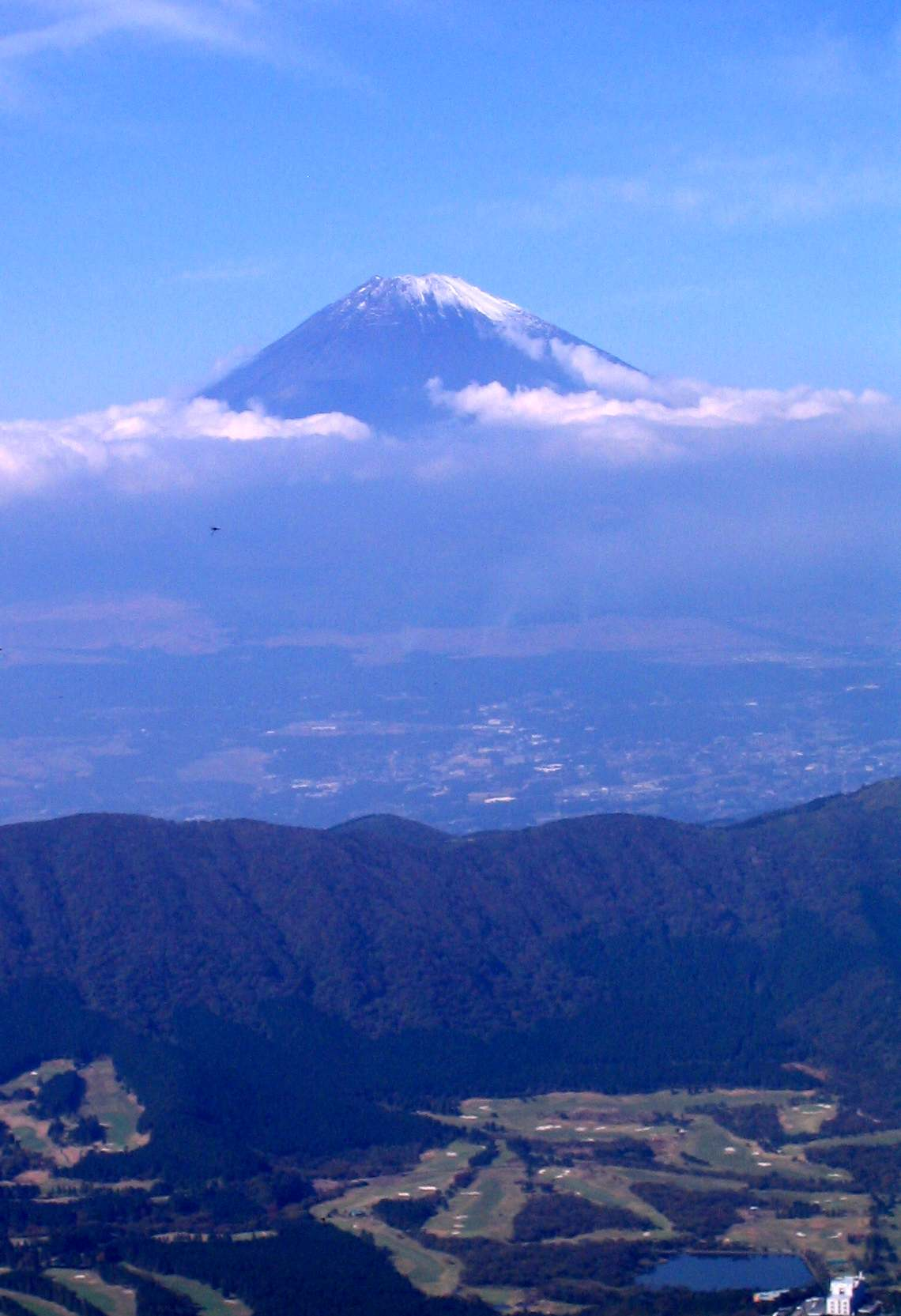
Vue sur le mont Fuji depuis le mont Kami.
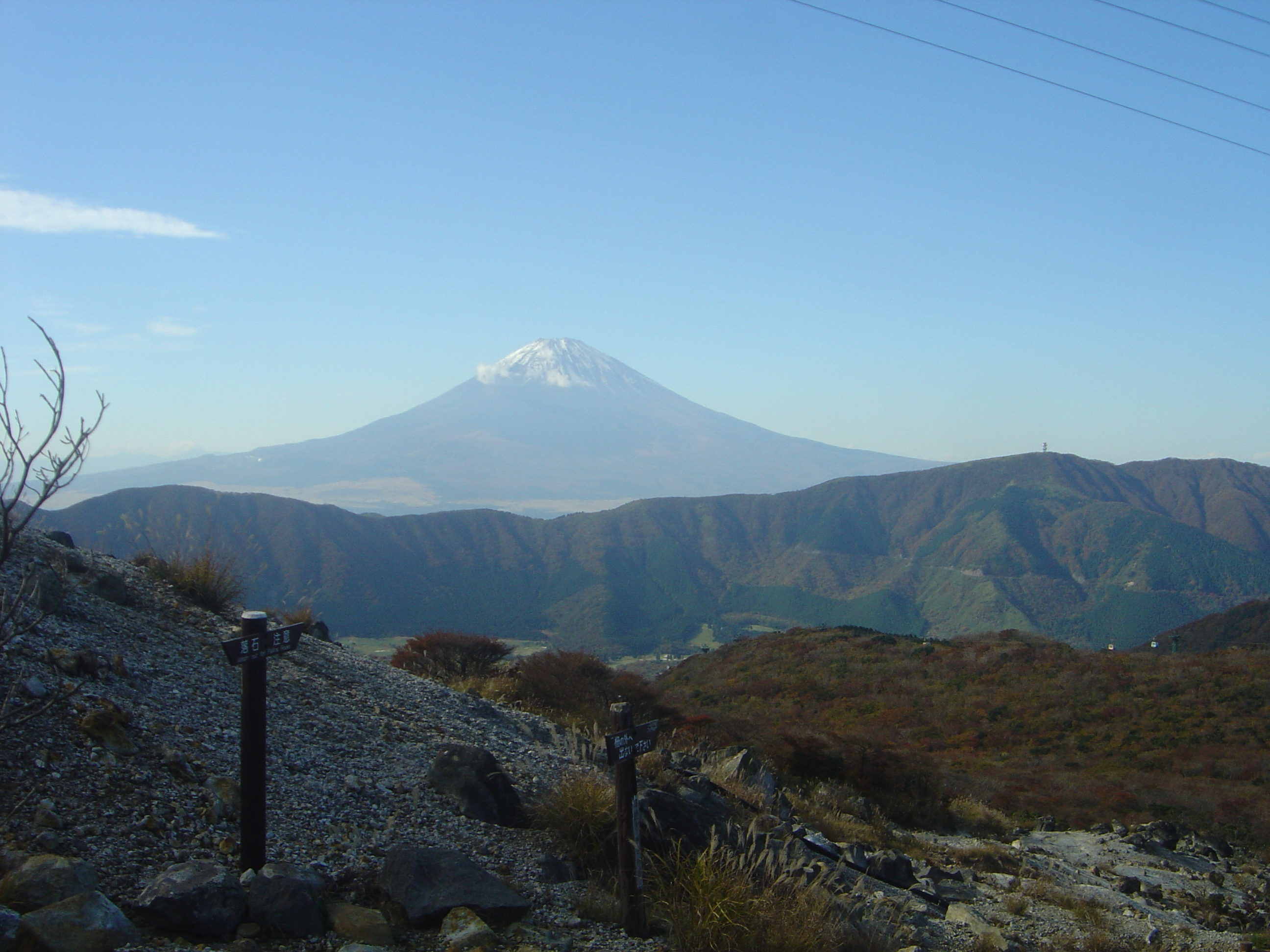
Mont Fuji depuis Hakone.
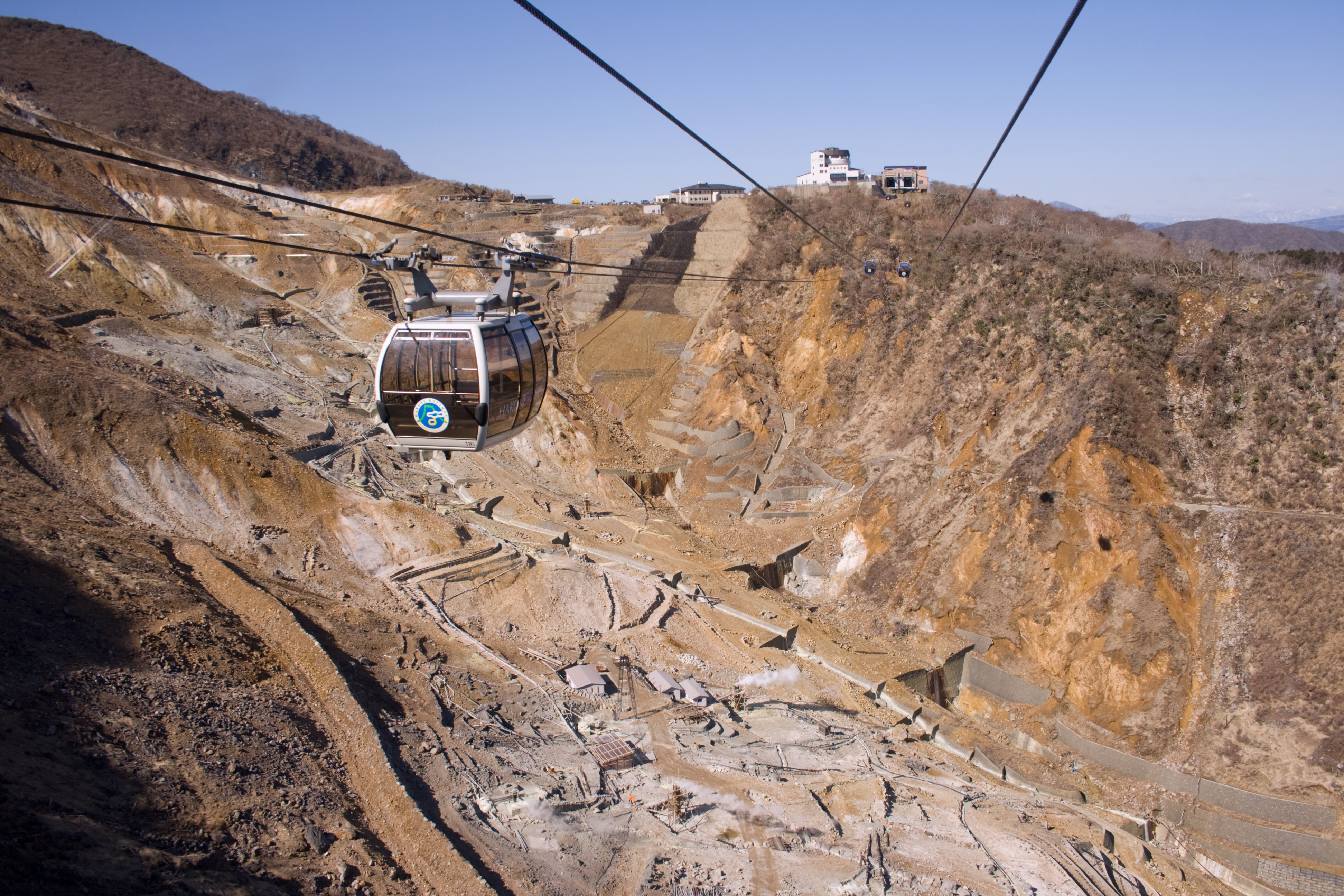
Vallée d'Ōwakudani.

#### Onsen
Comme sa proche voisine Odawara, Hakone possède beaucoup de onsen (sources chaudes), accompagnés de nombreux ryokan (auberges). Les principaux sont :
- Hakone-Yumoto onsen (箱根湯本温泉?) : point d'entrée de Hakone des réseaux routier et ferroviaire, situé au confluent des rivières Haya-kawa et Sukumo. C'est le plus grand onsen de Hakone ;
- Tōnosawa onsen (塔之沢温泉?) : situé à environ 1 km de Hakone-Yumoto, on y trouve plusieurs anciens ryokan ;
- Miyanoshita onsen (宮ノ下温泉?) : desservi par la ligne Hakone Tozan, on y trouve de nombreux hôtels ;
- Dōgashima onsen (堂ヶ島温泉?) : situé en haut des gorges de la Haya-kawa, tout près de Miyanoshita ;
- Sokokura onsen (底倉温泉?) ;
- Kiga onsen (木賀温?) ;
- Ashinoyu onsen (芦之湯温泉?).

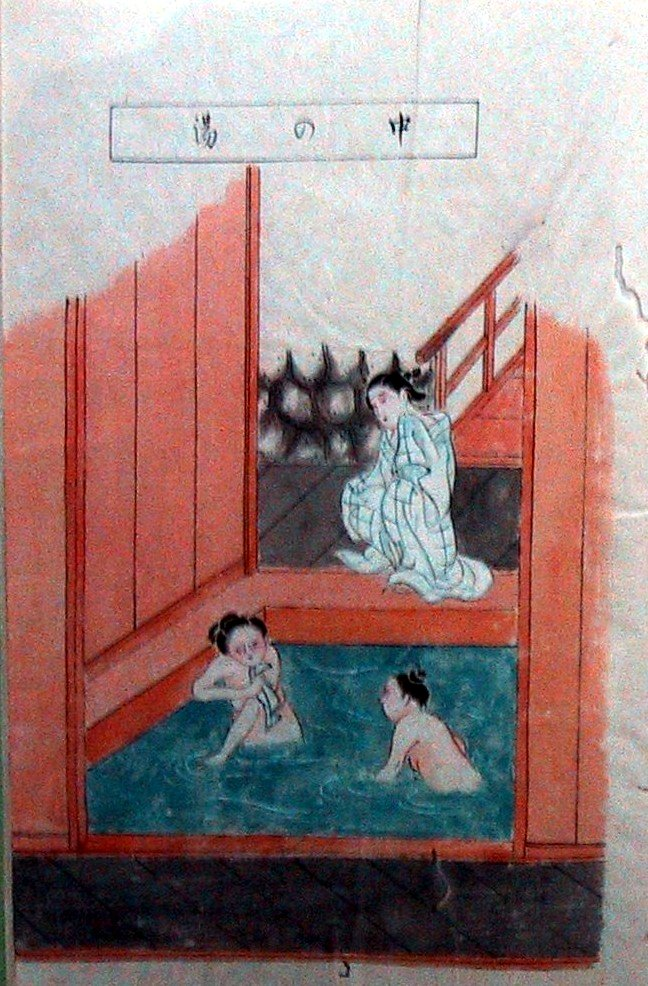
Dessin de onsen en 1811 à Hakone.
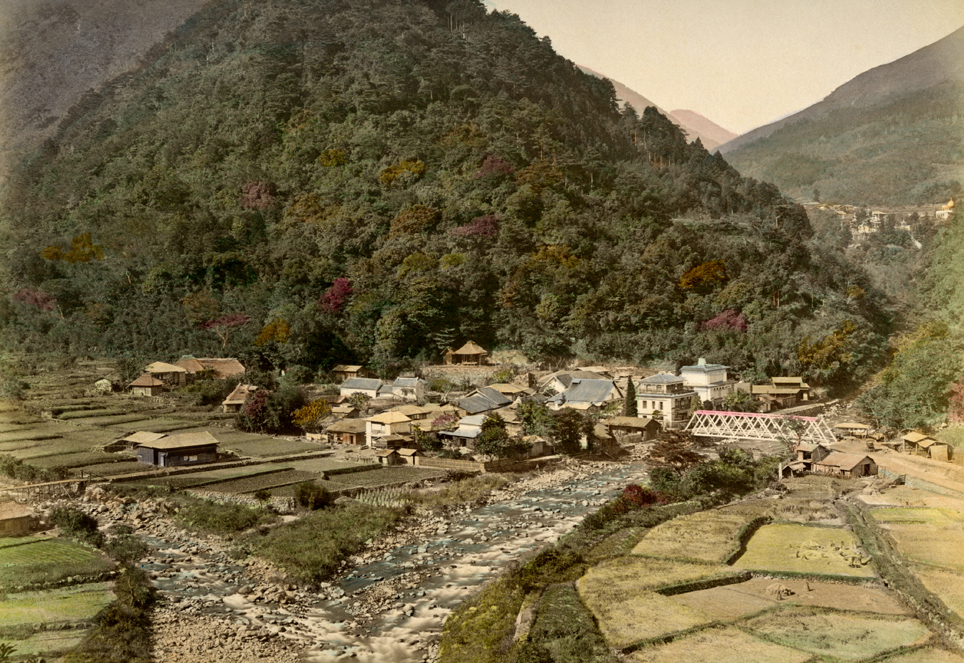
Onsen de Hakone-Yumoto en 1890.
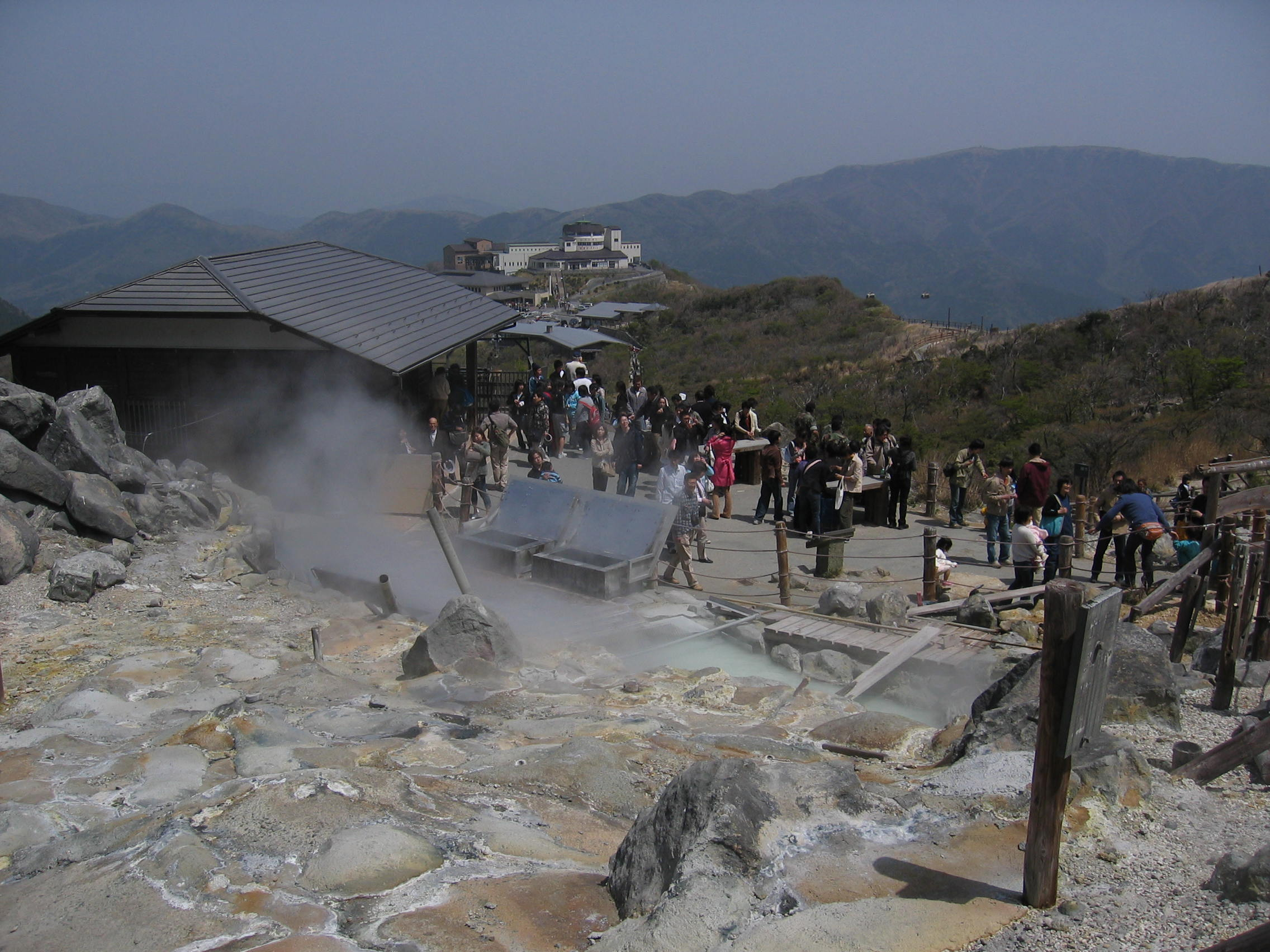
Onsen, restaurant d'œufs à la coque et gare d'Owakudani.
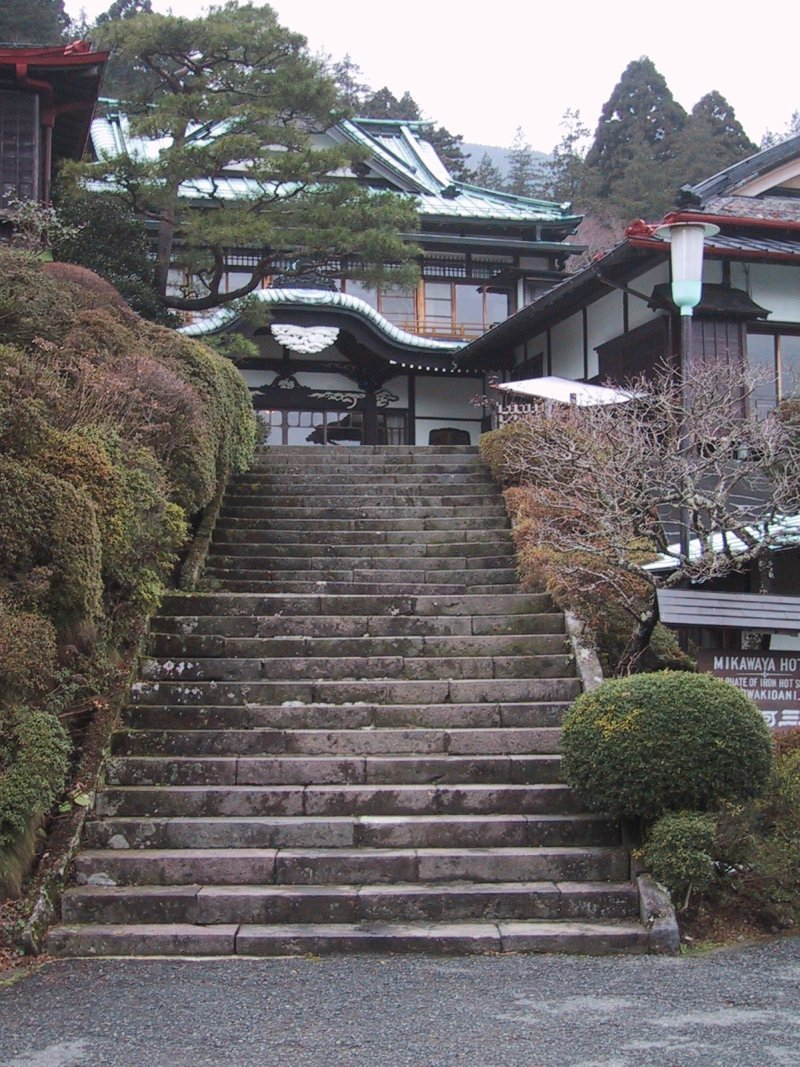
Entrée d'un onsen à Hakone.
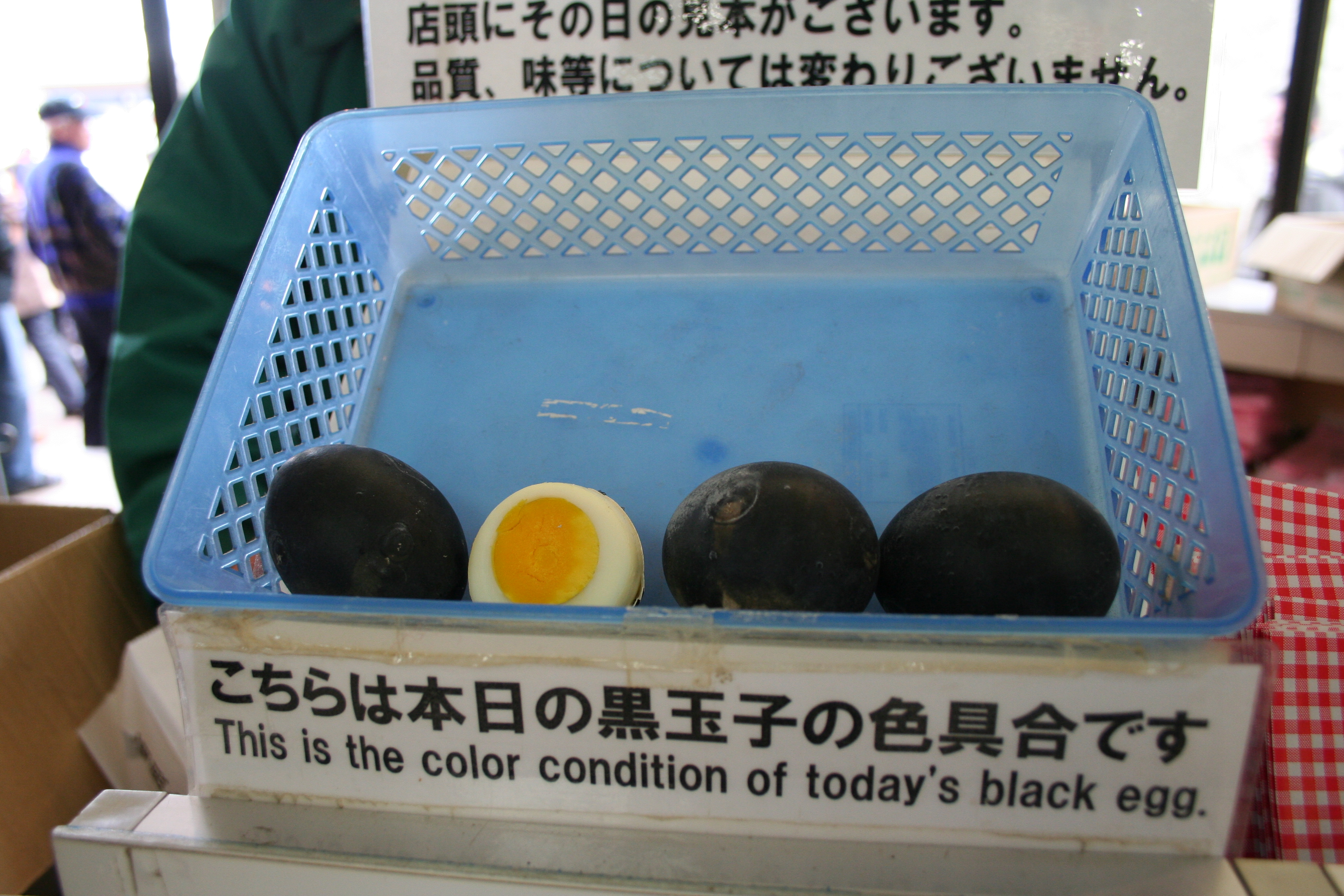
Onsen, œufs noirs à la coque (Miyanoshita onsen).

#### Parcs et musées
Hakone est également connue pour ses musées et sa flore.
- Musée Pola, qui abrite une collection de plus de 9 500 d’œuvres dont un grand nombre de peinture impressionnistes et de l'École de Paris.
- Musée des beaux-arts de Hakone (ja) : situé à Gōra, musée spécialisé dans les céramiques japonaises, mais possède aussi un jardin de mousses et un de bambous[4],[2].
- Parc de Gōra : également situé à Gōra, composé d'un parc de rochers, d'un jardin de plantes, d'un étang, d'un musée d'histoire naturelle et d'une maison de l'artisanat[4],[2].
- Jardin botanique de Hakone : situé au nord de Hakone, il est spécialisé dans les plantes de zone humide[5].
- Musée en plein air de Hakone : situé à Chōkoku-no-Mori, dispose d'une centaine de sculptures en plein air d'artistes comme Picasso, Rodin, Bourdelle, Miró et Moore, Gabriel Loire[6].
- Musée des Beaux-Arts Narukawa : situé à Moto-Hakone et ouvert en 1988, il possède une collection de 4 000 peintures japonaises de style nihonga[2],[7].

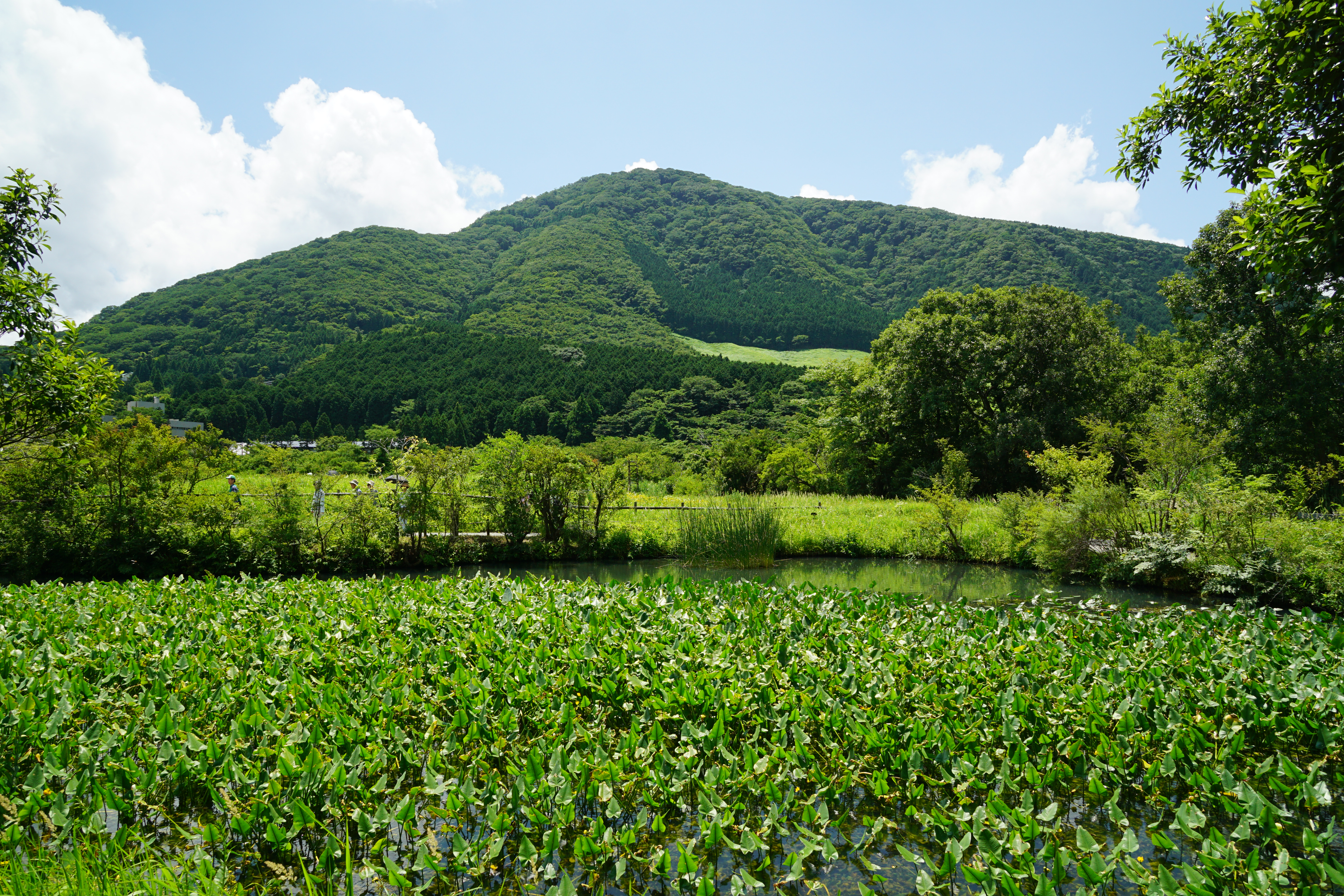
Jardin botanique de Hakone.
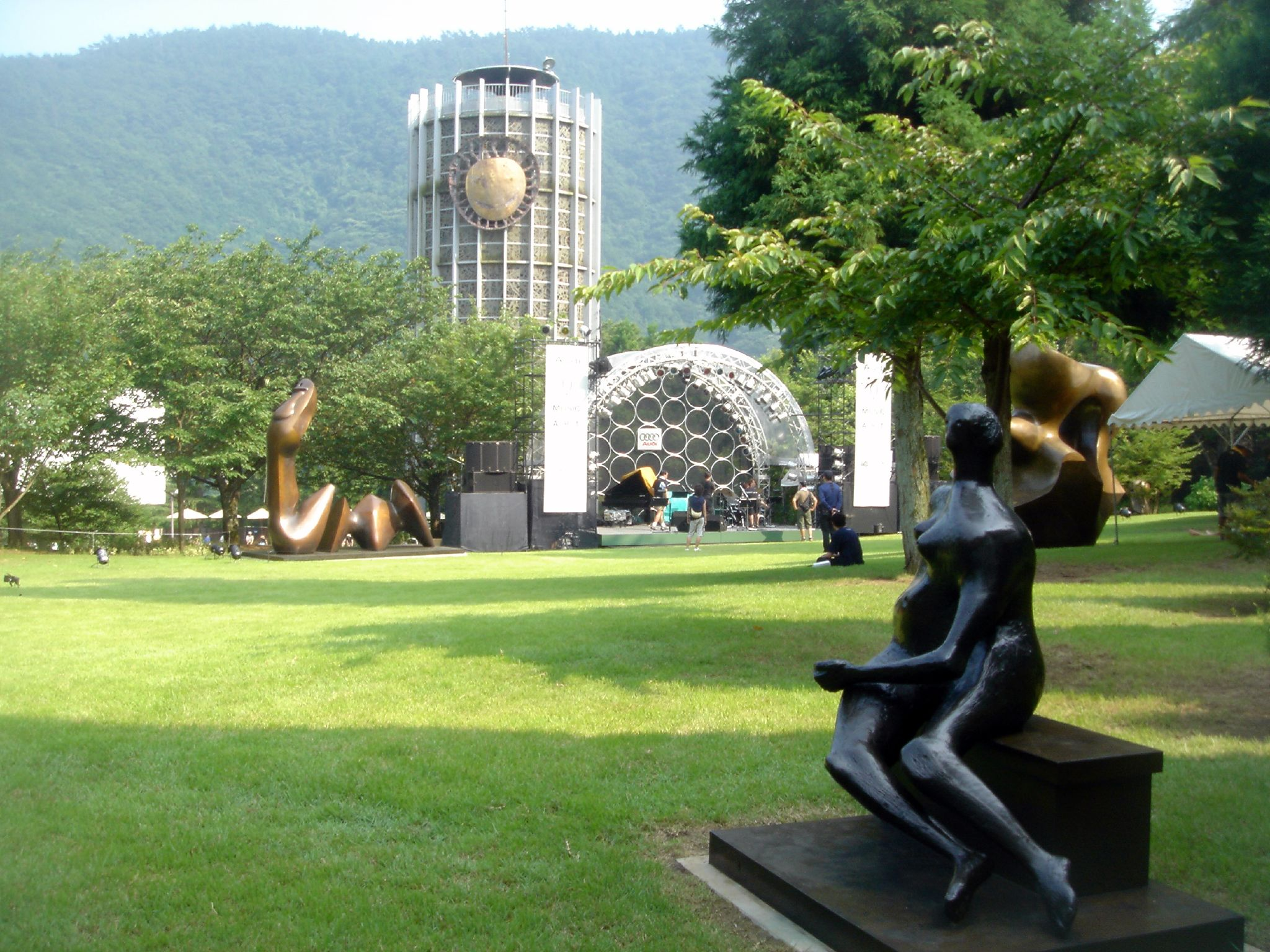
Musée en plein air de Hakone.

### Évènements
Le relais de Hakone sur la route traditionnelle du Tōkaidō marque le début de la région de Kantō, et l'Ekiden annuel de Hakone du Nouvel An va de Tōkyō à Hakone et retour sur deux jours, en partie en commémoration de la route du Tōkaidō.
En avril, les parcs de la région sont réputés pour être magnifiques avec les sakura (cerisiers) en fleur.

### Culture populaire
Dans l'univers de Neon Genesis Evangelion, Tokyo-3 est construit sur le site de l'ancienne ville de Hakone.